# U-548
| U-548                      | U-548                                                                      | U-548                                                                      |
| -------------------------- | -------------------------------------------------------------------------- | -------------------------------------------------------------------------- |
|                            |                                                                            |                                                                            |
|                            |                                                                            |                                                                            |
|                            |                                                                            |                                                                            |
| Під прапором               | Третій рейх                                                                | Третій рейх                                                                |
| Спуск на воду              | 14 квітня 1943 року                                                        | 14 квітня 1943 року                                                        |
| Виведений зі складу флоту  | 19 квітня 1945 року                                                        | 19 квітня 1945 року                                                        |
| Сучасний статус            | затоплений                                                                 | затоплений                                                                 |
| Проєкт                     |                                                                            |                                                                            |
| Тип ПЧ                     | Дизельний підводний човен                                                  | Дизельний підводний човен                                                  |
| Основні характеристики     |                                                                            |                                                                            |
| Швидкість (надводна)       | 19 вузлів                                                                  | 19 вузлів                                                                  |
| Швидкість (підводна)       | 7,3 вузлів                                                                 | 7,3 вузлів                                                                 |
| Гранична глибина занурення | 230 м                                                                      | 230 м                                                                      |
| Екіпаж                     | 48 особи                                                                   | 48 особи                                                                   |
| Розміри                    |                                                                            |                                                                            |
| Довжина найбільша (по КВЛ) | 76,8 м                                                                     | 76,8 м                                                                     |
| Ширина корпусу найб.       | 6,9 м                                                                      | 6,9 м                                                                      |
| Висота                     | 9,6м                                                                       | 9,6м                                                                       |
| Середня осадка (по КВЛ)    | 4,7 м                                                                      | 4,7 м                                                                      |
| Водотоннажність надводна   | 1144 т                                                                     | 1144 т                                                                     |
| Озброєння                  |                                                                            |                                                                            |
| Артилерія                  | 1 × 105-мм палубна гармата SK C/32                                         | 1 × 105-мм палубна гармата SK C/32                                         |
| Торпедно- мінне озброєння  | 4 носових і два кормових ТА. 22 торпеди або 44 міни TMA чи 66 TMB          | 4 носових і два кормових ТА. 22 торпеди або 44 міни TMA чи 66 TMB          |
| ППО                        | 1 × 37-мм зенітна гармата SKC/30 2 (1 × 2) × 20-мм зенітні гармати FlaK 30 | 1 × 37-мм зенітна гармата SKC/30 2 (1 × 2) × 20-мм зенітні гармати FlaK 30 |

U-548 — німецький підводний човен типу IXC/40, часів  Другої світової війни.
Замовлення на будівництво човна було віддане 5 червня 1941 року. Човен був закладений на верфі «Deutsche Werft» у Гамбурзі 4 вересня 1942 року під заводським номером 369, спущений на воду 14 квітня 1943 року, 30 червня 1943 року увійшов до складу 4-ї флотилії. За час служби також входив до складу 2-ї та 33-ї флотилій.
За час служби човен зробив 4 бойових походи, в яких потопив 1 військовий корабель.
Потоплений 19 квітня 1945 року у Північній Атлантиці південно-східніше Галіфаксу (42°19′ пн. ш. 61°45′ зх. д. / 42.317° пн. ш. 61.750° зх. д.) глибинними бомбами американських есмінців «Рубен Джеймс» та «Баклі». Всі 58 членів екіпажу загинули.

## Командири
- Капітан-лейтенант Ебергард Ціммерманн (30 червня 1943 — 8 лютого 1945)
- Капітан-лейтенант Гюнтер Пфеффер (серпень-листопад 1944)
- Оберлейтенант-цур-зее Еріх Кремпль (9 лютого — 19 квітня 1945)

## Потоплені та пошкоджені кораблі[3]
| Назва        | Тип    | Належність | Дата          | Тоннаж (БРТ) | Вантаж | Статус    | Місце                                                       |
| «Валлейфілд» | фрегат | Канада     | 7 травня 1944 | 1 445        |        | потоплено | 46°03′ пн. ш. 52°24′ зх. д. / 46.050° пн. ш. 52.400° зх. д. |